# 정 환공
정 환공(鄭 桓公, ? ~ 기원전 771년)은 중국 서주 말기의 왕족이며, 정나라의 초대 백작(재위: 기원전 806년 ~ 기원전 771년)이다. 이름은 우(友)며, 성(姓)은 희(姬), 씨(氏)는 정(鄭)이다. 서주 여왕의 아들이며, 서주 선왕의 동생이다.

## 생애
기원전 806년에 서주 선왕으로부터 정(鄭, 오늘날의 섬서성 화현 동북)에 봉해졌고, 백성들의 사랑을 받았다.
기원전 774년에 서주의 사도가 되었다.
기원전 773년부터 서주가 점차 어지러워졌으므로, 서주의 수도인 호경에서 떨어진 동쪽으로 나라를 옮기고자 했고 서주의 태사 백에게 자문했다. 태사 백은 다른 땅은 좋지 않고 다만 괵나라의 임금 괵숙과 회나라의 임금 회중이 교만하니 그 땅으로 옮기고, 서주가 어지러워져 무너지면 괵숙과 회중에게 배반당할 것이니 그때 주나라 왕실을 받들고 이들을 치죄하여 괵나라와 회나라를 병탄하면, 그 땅에서 약간이나마 안정될 수 있다고 답했다. 환공이 남쪽과 서쪽으로 옮기는 것을 묻자, 태사 백은 남쪽에서는 초나라가 장차 흥성할 것이므로 그곳으로 갔다간 초나라의 화를 입을 것이고, 서쪽은 사람들의 기질이 나쁘므로 역시 좋지 않다고 답했다. 환공은 다시 주나라 왕실이 정녕 망할지를 물었고, 백은 강하게 긍정했다. 또 장차 어느 나라가 일어날지를 물었고, 백은 희성 중에 진(晉), 영성 중에 진(秦), 강성 중에 제(齊)를 들었다. 결국 환공은 괵나라와 회나라 사이로 봉지를 옮겼고 두 나라로부터 마을을 받아 신정(新鄭)을 새로 세웠다.
기원전 771년에 서주의 국경 서쪽에 있던 이민족인 견융이 호경으로 쳐들어오자, 환공은 서주 유왕을 보호하기 위해 군사들을 이끌고 견융에 맞서 싸웠으나 크게 패했으며 온몸에 수많은 화살을 맞고 전사했다. 아들 굴돌이 뒤를 이었다.

### 회와 동괵의 멸망
《죽서기년》에 따르면, 기원전 769년 회나라(檜, 鄶)를, 기원전 767년 동괵을 멸했다. 그러나 이 기록은 《사기》, 《국어》와 모순된다.